# Stara Švicarska Konfederacija
Stara Švicarska Konfederacija (Moderni njemački: Alte Eidgenossenschaft; povijesno Eidgenossenschaft, nakon reformacije i République des Suisses, Republica Helvetiorum "Republika Švicaraca") bila je država preteča današnje Švicarske.
To je bila labava konfederacija uglavnom neovisnih malih država mazvanih kantoni koji su se oblikovali tijekom 14. stoljeća. Iz jezgre u ono što je sada Središnja Švicarska, konfederacija se sredinom 14. stoljeća   proširila na gradove Zürich i Bern, formirajući rijetku uniju ruralnih i urbanih općina, od kojih su sve imale status carske neposrednosti u Svetom Rimskom Carstvu.
Ova konfederacija od osam kantona (Acht Orte) trajala je više od jednog stoljeća, uživajući velike političke i vojne uspjehe, što je kulminiralo u burgundskim ratova godine 1470, čime su se učvrstili kao sila koja je držala u složenom političkom krajoliku kojim su dominirali Francuska i Habsburgovci. Ovi uspjesi rezultirali su pristupanju više teritorija u Konfederaciju, povećajući broja kantona do 1513. na trinaest  (Dreizehn Orte).Savez je obećao neutralnost godine 1515, te ponovno godine 1647., pod prijetnjom Tridesetogodišnjeg rata, iako su mnogi Švicarci služili privatno kao plaćenici u talijanskim ratovima i tijekom ranog novog vijeka.
Nakon švapskog rata 1499., konfederacija je de facto postala neovisna država tijekom ranog novog vijeka, iako je još uvijek bila nominalno dio Svetog Rimskog Carstva do 1648. Međutim, švicarska reformacija podijelila je konfederaciju na Reformirane i Katoličke stranke, što je rezultiralo brojnim unutarnjim sukobima od 16. do 18. stoljeća, i kao rezultat toga je Savezni sabor ili Tagsatzung često je bio paraliziran zbog neprijateljstava između dviju frakcija.
Švicarski Konfederacija je konačno pala od francuske revolucionarne vojske godine 1798., nakon čega se pretvorila u kratkotrajnu Helvetsku Republiku.